# リバティ (行政区画)
リバティとは中世に起源をもつイギリスの行政区画であり、伝統的に、レガリア権 (Regalian right) (英語版)  が排除され、中間領主 (Mesne lord) (英語版)  により保有されていた地域、つまり国王が保有していた権利が民間に移譲された地域として定義されていた。その後地方行政機関の一部となった:427。

## 概要
リバティは、一般的には土地保有権 (英語版) の特殊性により、ハンドレッド (英語版)  やバラ (自治区) による通常の行政区画の制度から、数多くの異なる理由により独立していた、広範囲にわたって変動する地域であった。地理的な問題ではなく土地保有権の問題によることから、リバティとされた地域は広くカウンティ全体に散在することもあれば、単一の教区よりも狭い地域に限定されることもあった。前者の例としてはフォーディントン・リバティ (英語版)、後者の例としてはウェイベイウス・リバティ (英語版) があり、何れもドーセットにある。
イングランド北部のボウランド (英語版) のリバティは一人の封建領主であるボウランド卿 (英語版) の支配下にある数十の荘園、8つの町、それと4つの教区を持つ広大な土地をカバーしていた保有形態で、彼は一般にフェルズ卿 (英語版) と呼ばれる。1660年までそのような封建領主はロード・パラマウント (Lord Paramount) (英語版) と言われた。
1836年に制定された法律は、ヨーク大司教 (英語版) とイーリー司教 (英語版) の一時的な管轄権をいくつかのリバティで停止させ、1850年リバティ法 (英語版) はそれらのカウンティ内でのリバティの合併を認めた。1867年には僅かに、イーリー、ヘイヴァーリング＝アット＝バウワー (英語版)、セント・オールバンズ、ピーターバラ、リポン、ハーヴァーフォードウェスト (英語版) しか残っていなかった。セント・オールバンズはその後1875年にハートフォードシャーに合併された。
1888年地方自治体法 (英語版) により特別管轄権は終焉を迎えた。イーリー島 (英語版)  とソーク・オブ・ピーターバラ (英語版) はカウンティとなり、残りの3つは周囲のカウンティと統合された。

## インナー・テンプルとミドル・テンプル
インナー・テンプルとミドル・テンプルはテンプル地区として知られるロンドンの一角を占めており、1608年から今日まで特許状に基づくリバティであり、大きな独立性を有していると言われている。両者は特別区 (Extra-parochial area) (英語版) で歴史的にシティ・オブ・ロンドンの管轄を受けておらず、今日ではほとんどの場面で地方自治体とみなされる。また両者はロンドン司教 (英語版) の教会管轄権 (英語版) の範囲外にいる。そういう意味で両者は、地理的にはシティ・オブ・ロンドンの地域内にいるが、行政区画的には飛地であるということができる。
インナー及びミドルテンプルの地方自治体としての機能は、1971年テンプルズ令 (Temples Order 1971) (英語版) により担保されており、インナー・テンプルの副収入役 (Sub-Treasurer) とミドル・テンプルの下級収入役 (Under-Treasurer) は、1963年ロンドン自治法 (英語版) により規定されているインナー・ロンドン自治区におけるいくつかの機能を行使できることとされている。1971年テンプルズ令の例外には、住宅・計画・公共福祉及び健康に関連する様々な事項が含まれる。その結果、シティ・オブ・ロンドン議会はそれらの除外された権限あるいは責任を、直接有することとなっている。ロンドン市警察は1857年以来テンプル地区を、強制的にではなく、合意により所轄している。

## リスト
- Allertonshire
- Alverstoke Liberty
- Beaulieu Liberty
- Bentley Liberty
- Liberty of Berrick Salome
- Bircholt Franchise and Barony
- Bolingbroke Soke
- Bowland, Forest of Bowland, Forest and Liberty of Bowland
- Breamore Liberty
- Liberty of Brickendon
- Precinct of Bridewell
- Bridgnorth Liberty
- Liberty of the Clink
- Dibden Liberty
- Doncaster Soke
- List of liberties in Dorset
- The Liberties, Dublin
- Liberty of Durham
- East Medina Liberty
- East Smithfield Liberty
- Ely Place Liberty
- Ely Rents Liberty
- Liberty of Glasshouse Yard
- Grantham Soke
- Liberty of Hallamshire
- Havant Liberty
- Hatton Garden Liberty
- Haverfordwest
- Royal Liberty of Havering
- Horncastle Soke
- Liberty of Howdenshire
- Isle of Ely
- Kingswood Liberty, Surrey
- Liberty of Langbaurgh (wapentake)
- Langport Liberty
- Liberty of Norton Folgate
- Old Artillery Ground Liberty (part of the Liberties of the Tower of London)
- Orton, Staffordshire, a liberty in Wombourne Parish
- Soke of Peterborough
- Pevensey#The Liberty of Pevensey|Pevensey Lowey
- Portsmouth and Portsea Island Liberty
- Liberty of Rufford . Rufford - Runwick [9]
- Richmondshire
- Liberty of Ripon
- Romney Marsh Liberty
- Liberty of the Rolls
- Liberty of St Albans
- St Martin's le Grand
- Liberty of the Savoy (Liberty of the Duchy of Lancaster)
- Liberty of Saint Edmund
- Precinct of St Katharine
- Liberty of Saffron Hill
- Isle of Sheppey Liberty
- Shrewsbury Liberty
- Slaidburn, Manor and Liberty of Slaidburn
- Borough of Southwark
- Southwell and Scrooby
- Lowey of Tonbridge
- Tower division, Liberties of the Tower of London
- Liberty of Trysull [10]
- Liberty of Tynedale
- Wenlock Franchise
- West Medina Liberty
- Liberty of Westminster
- Westover Liberty
- Precinct of Whitefriars
- Whitby Strand Liberty
- Wells St Andrew

## アイルランドにおけるリバティ
アイルランドにおいてはノルマン・コンクエスト以降「リバティ」という用語が使われるようになった。
- レンスター・リバティ：後にウェックスフォード、キルケニー、カーロウ、キルデアの4つのリバティに分割された。
- ミーズ王国 (Kingdom of Meath) (英語版) ：後にミーズリバティとトリム (英語版) リバティに分割された。
- アルスター・リバティ